# MOVE (聖飢魔IIのアルバム)
『MOVE』（ムーヴ）は、日本のヘヴィメタルバンドである聖飢魔IIの第十四大教典。
魔暦紀元前1年（1998年）7月23日にBMG ビクターのアリオラジャパンレーベルから発布された11作目のオリジナル・アルバム。前作『NEWS』（1997年）からおよそ1年振りに発布された大教典であり、作詞はデーモン小暮およびルーク篁、ジョー・リノイエが担当、作曲は篁およびエース清水、ライデン湯沢、リノイエが担当、プロデュースはリノイエおよび鈴川真樹、聖飢魔IIの共同プロデュースとなっている。
本作は第五大教典『THE OUTER MISSION』（1988年）以来となる外部プロデューサーを起用しており、ジョー・リノイエおよび鈴川真樹と聖飢魔IIの共同プロデュースによって制作が進められた。本作は「ヒット曲を出す」という目的のために制作が行われた結果、ダミアン浜田による初期の「悪魔ワールド」を思わせる世界観およびロック色を減少させたポップな作風となった。
本作はオリコンアルバムチャートにおいて最高位第30位となった。本作からは「空の雫」および日本テレビ系スポーツニュース『独占!!スポーツ情報』（1979年 - 2000年）のエンディングテーマとして使用された「MASQUERADE」がシングルカットされた。

## 背景
1996年以降のデーモン小暮は不調となり、テレビ番組やラジオ番組出演の仕事が消滅し、聖飢魔IIとしてもプロモーション活動はほとんど行われずミサも信者の集いやイベントミサを除いて4本しか行われていない状態となった。この流れを受けて小暮を除く構成員は解散を決意するようになり、小暮に解散の意向を伝えようとするも音信不通状態となり、その間に行われたイベントライブ「クラシックロックジャム」において小暮は圧倒的なパフォーマンスを行い完全復活を遂げ、打ち上げも盛況となり侍従であった松元浩一と後日会食した際に小暮は「この二年くらいで、失ってしまったものを取り戻していかなきゃいけない」と自らの決意を述べていたという。その後松元が移籍していた吉本興業と業務提携という形で再スタートを切った聖飢魔IIは第十三大教典『NEWS』（1997年）を発布、売り上げは不振となったものの構成員にとっては「この構成員による聖飢魔IIの核」が完成した大教典となり、後のミサの演奏曲として中心となる楽曲が多く収録されていた。小暮は『NEWS』について「できのいい教典だと思う。その時点では売れなかっただけで。買うきっかけを失ってはいただろうからね。『真昼の月』『SAVE YOUR SOUL』『BRAND NEW SONG』とか、人気の高い曲でもあるし、イントロが流れても涌くくらいだから」と述べている。ルーク篁は当時の状況について「この教典を作る時の状況は、全然構成員の意識が違うからね。この教典ができたからじゃないわけ。みんなでまたやろうという状況になったから、これができた。ここからはおもしろかったよ。『NEWS』が出せる。またみんなでやれる。という再確認をして、解散も決めて。ゴールがあったからね」と述べている。
同年5月31日には信州国際音楽村においてミサを行い、小暮が完全復活を遂げ好調であったことを受け、それまでは三日間連続でのミサは小暮の喉が持たないという理由から避けられていたが、そのような規制を徐々に取り払っていく試みが同時期に行われ始めた。このような試みを受け、松元の発案により三日間連続ライブハウス・ミサツアーが企画され、松下IMPホール3DAYS、名古屋ダイヤモンドホール3DAYS、赤坂BLITZ3DAYSによる「BRAND NEWS BLACK MASS TOUR」が全9公演行われた。しかし観客動員は芳しくはなく、名古屋ダイヤモンドホールは1000人程度収容可能な会場であったが、完売したのは最終日のみで2日目は500人程度の動員に止まる結果となった。続くミサ・ツアー「"HAPPY NEWS TODAY" TOUR」も規模は大きくならず、収支の関係上本数も絞らざるを得なかったが、小暮は「中身は久しぶりにミサらしいミサをやったという感じなんじゃないかな。最終段階の聖飢魔IIの皮切りには非常にいい出だしとなった。内容の充実しているモノがぽんぽんと出揃っている」と述べており、ライデン湯沢は第十一大教典『PONK!!』（1994年）を受けたミサ・ツアー時に大きい会場にも拘わらず客席が埋まらず空席だらけであった状態よりも、小さい会場中心となった同ツアーの方が盛況であったこと、並びに1999年に解散が決定していたことが重要であったと述べている。地球デビュー時にすでに1999年に地球征服を終えて活動を終了するということは宣言されていたが、この当時に改めてスタッフ側から構成員に対して確認が行われ、1999年12月31日に活動終了するという意思統一が行われた。これを受けて「"HAPPY NEWS TODAY" TOUR」の最終日となった中野サンプラザ公演において、「1999.12.31 覚悟」と書かれたチラシが配布され、一部の信者に徐々に解散の日程を知らせていくという作戦が取られることになった。

## 録音、制作
解散が1999年に決定したことにより、同年は解散にまつわることで手一杯になってしまうことから、聖飢魔IIらしい活動を行えるのは1998年しかないという結論に至り、聖飢魔IIとしてやり残したことの一つが「大ヒットを作ってない」ことであったため最後にその命題に挑戦するためにヒットメーカーであったジョー・リノイエにサウンド・プロデュースを依頼することになった。聖飢魔IIは過去作においてセルフ・プロデュースで制作を行っていたが、客観的な意見を仰ぐために外部プロデューサーに委託する決定が下された。外部プロデューサーの起用は楽曲「ARCADIA」を小教典として発布するという意向を示した際にプロデューサーを起用することが提案され、吉本興業側からの意向を受けてリノイエが選定されることになった。ゼノン石川は本作のレコーディングにおけるリズム録りはドラムスおよびベース、ギターすべてを1日で行うものであったと述べており、この方法は「やっぱりバンドなんだし、臨場感のある良いものが録れる」というプロデューサーの意向が反映されたものであった。本作においては「空気感が統一された」ライブに近い形のバンド・サウンドを目指してレコーディングが行われ、同時に生演奏する楽器が多いほどアンサンブル楽器であるベースは自らのイマジネーションが広がるためベストの方法であると石川は述べている。
小暮は本作のレコーディングについて「あまりにも疲れるレコーディングだったなという印象が強過ぎた」と述べた他、自らの制作曲が1曲も収録されていないこと、ダミアン浜田の制作曲から自作曲に移行した第三大教典『地獄より愛をこめて』（1986年）以降で最も自らの制作した歌詞が採用されていない教典であることに触れた上で、「作品的に1曲1曲は、それなりに粒よりのものだと思うんだけど、どうしても好きになれない（笑）」と本作に対して否定的な見解を述べている。ルーク篁は本作について「結果としては、プロデューサーの力を発揮させる楽曲が書けなかったという気はちょっとする。プロデューサーを擁護するならばですけど。逆に言えば、必要なかったとも言える」と述べており、石川は「サウンド・プロデューサーを付けるというのは、いい部分も悪い部分も内包しちゃう。すべて結果で判断される。売れれば“良かった”となるし。自分たちが思いもよらない不本意なものができちゃったとしても、仮に世の中的にそれが売れちゃったら、成功という判子が押されて出てしまう。そういう悩みはあるよね」とプロデューサーの起用に関して必ずしも肯定的でない発言を行っている。一方でエース清水は前作について「俺はどういうものにしたいのかは、わかんないままできちゃった」と述べた上で、本作については「こういうアルバムを作ってるんだな俺たちはっていうのが、常に明確に見えてたような気がする。ジョー・リノイエ、鈴川氏の働きも非常に大きい。その前に、俺のミュージシャンシップとして、非常にいろんなことが見えやすい教典だ」と述べ肯定的に捉える発言を行っている。

## 音楽性と歌詞
小暮は過去作において聖飢魔IIの「くどさ」や「どぎつさ」をバンド内で自らが担っていたと発言した上で、本作においてはメロディーや歌詞を制作しても何度もNGが出される状態であり、小暮が持つ個性である「くどさ、えげつなさ」という世界観を削減して「新しいタイプのポップな聖飢魔IIを作ろうとしていた」ために、小暮は教典の方向性に理解を示した上で「“我輩の役割って何?”って感じがしていた」と不満の意を表明している。清水は前作に関してはメンタル面でドライな感覚を有していたが、本作ではウェッティーな部分を注入することが出来たと述べ、『NEWS』と『MOVE』は2枚で一つのパックになっていると述べている。湯沢はリノイエとの共同作業から学ぶ点は多かったと述べたものの、聖飢魔IIらしさが表現されていないことから「いらん教典だったかもね。俺あんまり好きじゃないんだよな」と否定的な見解を述べている。本作のレコーディングには参加していない怪人マツザキ様は、ロック色が完全に削ぎ落されていたために「どうしちゃったんでしょう?」という感覚を最初に覚えたと述べている。マツザキは前作から踏襲されたメッセージ性はあるとした上で、本作はすべてがサウンドに覆い隠されていると指摘し、本作における経験が次作に活かされているために無駄にはなっていないと述べている。
篁は本作が「ヒット曲を出す」という目的を念頭に置いて制作が行われたと述べた上で、「ヒット曲って何だか分からない」ために大変であったとも述べている。篁は前作において自身のメロディーに対するこだわりや制作方法の正解を得ていたとの感覚があったが、プロデューサーの意向と感覚が合わなかったため「最終的にはジョーさんの思っているヒット曲像に似合う曲は書けなかった」と述べ、聖飢魔IIが本来持っていた浜田の制作曲による世界観を削減していく流れになり、ハードな楽曲をリノイエがポップにアレンジするという状態にはならなかったと述べている。その最中での最終的な着地点が「空の雫」および「MASQUERADE」であったが、篁はどちらも制作当初から聖飢魔IIらしさがない楽曲であると述べ、「こういうプロデューサーだから、こういう曲があってもいいのかなぁ」という考えを持っていたとも述べている。また、前作の後に本作を聴くとハードロック的な観点から弱くなっていると篁は述べ、本作が「焦点の定まらない、弱いモノになってしまった」原因としてプロデューサーによる影響だけでなく、前作における「BRAND NEW SONG」や「SAVE YOUR SOUL 〜美しきクリシェに背をむけて〜」のような楽曲を制作出来なかったことも要因であると認める発言を行っている。

## リリース、チャート成績、批評
| 専門評論家によるレビュー | 専門評論家によるレビュー |
| レビュー・スコア         | レビュー・スコア         |
| 出典                     | 評価                     |
| ------------------------ | ------------------------ |
| CDジャーナル             | 肯定的                   |

本作は魔暦紀元前1年（1998年）7月23日にBMG JAPANのアリオラジャパンレーベルからCDにて発布された。本作の帯に記載されたキャッチフレーズは「魔暦紀元前1年、「挑戦」という精神がある限り、我々は立ち止まらない、変態し続ける。」であった。本作からは同年4月22日に先行小教典として「空の雫」が発布された他、日本テレビ系スポーツニュース『独占!!スポーツ情報』（1979年 - 2000年）のエンディングテーマとして使用された「MASQUERADE」がシングルカットされた。
本作はオリコンアルバムチャートにおいて最高位第30位の登場週数2回で売り上げ枚数は1.5万枚となった。前作および本作は第十二大教典『メフィストフェレスの肖像』（1996年）と比較して初回出荷枚数が落ちていたが、ディレクターである吉澤博美は前作および本作の音楽性について「おしゃれになってきたなという感じがありました。それは理解できる。バンドが同じ事をやり続けるということは苦痛なんですね。原点であるものをやり続けるのも無理だから仕方ないよ。やるだけやってみれば、そのうちに信者の人たちも理解してくるかなとは思いました」と述べるなど理解を示していた。しかしレコード会社側からは「吉澤、これしか売れてねえじゃないか」「制作費はこれしかださねえぞ」と叱責される事態になり、最終的には「聖飢魔II、俺の趣味だから、俺の趣味をとらないで、がんばるから」と会社側に懇願するようになり、会社側から「吉澤がそこまで言うならしょうがない」と一定の理解を得ることになったと述べている。
本作に対する評価として、音楽情報サイト『CDジャーナル』では本作について「非常に普遍的かつクオリティの高いロック・ヴォーカル・アルバムだ」と称賛したが、聖飢魔IIのバンド・コンセプトが邪道であると指摘した上で「そこで邪魔にならないことを祈る」と記した他、小暮のオレンジ色の毛髪に対して苦言を呈している。その他、魔暦17年（2015年）8月26日にBMG在籍時の聖飢魔IIのオリジナル大教典4作が復刻された際に、本作もデジタル・リマスター盤のBlu-spec CD2仕様にて再リリースされた。

## プロモーション、ツアー
1999年に解散することが決定したものの、聖飢魔IIらしい面白い企画を行うには1998年でなけれなならないとの結論に至った結果、「唯一やり残していること」として全都道府県ツアーという計画が検討されることになった。しかし松元はそれだけではインパクトが薄いと判断し、メディアに育てられた聖飢魔IIはミサだけではなくメディアにもリンクさせた活動が必要であるとの考えに至り、当初は日本テレビ系情報番組『ズームイン!!朝!』（1979年 - 2001年）の放送に全国で出演するという計画も検討された。結果として、松元が地方に行った際にチープな地方CMを見たことが発端となり、「全国の地方CMに、そこでしか見れないCMが全国にある」という方向性に活路を見出し、ノーギャラで請け負うことを松元は提案し博報堂がその案に乗る形となった。これにより「全都道府県黒ミサツアー」と「コマーシャル出演大作戦」の二本立てによる「ふるさと総・世紀末計画」が立ちあげられ、CMには本作の全曲がタイアップとして使用されることが決定、これは当時のタイアップ至上主義に対する皮肉の意味も込められていた。この計画に関する大々的な記者会見を行った結果、スポーツ新聞各紙において大きく取り上げられる状態となり、かつてCM出演に関して付き合いのあった電通の担当者から「いよいよ世紀末がくる。久しぶりに出てくれないか?」という要請が来たために1998年3月に富士フイルムのレンズ付きフィルム「写ルンです」のCMに構成員全員が稲垣吾郎との共演で出演することになった。同CM出演を皮切りに「ふるさと総・世紀末計画」が開始され、47都道府県におよぶ全56本のミサ・ツアーが行われることになった。また、同年8月10日放送のフジテレビ系音楽番組『HEY!HEY!HEY! MUSIC CHAMP』（1994年 - 2012年）に聖飢魔IIとしては初出演したが、同番組への出演のためにツアー中の盛岡市から青森県への移動のための1日を使用して東京に戻り、また青森県へと移動するスケジュールとなり小暮は「それは辛かったな」と述べた上で、「わざわざ戻ったのに、テレビではぜんぜん調子良くなかった。この時の失敗の轍を踏まないように、かっこうをつけるのをやめた」とも述べている。テレビ番組の場合は周囲に他の出演者やスタッフがいるために大きな声による発声練習が行えないことから出演時に思うように声が出なかったため、その後の日本テレビ系バラエティ番組『THE夜もヒッパレ』（1995年 - 2002年）やテレビ朝日系音楽番組『ミュージックステーション』（1986年 - ）などに出演した際は、人目もはばからず発声練習を行うようになったという。
47都道府県の中には聖飢魔IIがミサを行ったことがない地域も存在し、30か所以上は最新の動員データが存在しないことから動員数の予想が不可能な状態であったが強行することになった。同ツアーでは構成員全員がワゴン車1台で移動することを余儀なくされ、構成員およびマツザキ、同行記者を含む8名が1台の車輛に乗り込む事態となったが、ツアーマネージャーは「構成員にほんとうに頭が下がったのは、ワゴン車移動で誰からも文句が出なかった」と述べている。同ツアーはより多くの場所に行くために新幹線や飛行機での移動が不可能となり、前年のツアーでは新幹線移動であったために心配した松元が構成員に連絡したところ、小暮からは「いやいや、楽しくやっているよ。今から、みんなでどこどこに寄って観光してからホテルに行こうかって話してたんだよね」と返事が来るなど明るい調子であったという。過去における聖飢魔IIのミサは「こうじゃないと我々はアイデンティティが保てない」という思い込みが強かったため、自らの首を絞めていた状態に陥っていたと小暮は述べた上で、そのフラストレーションが溜まった結果自爆に至り、そこから立ち直った段階でタガが外れた状態になったと述べている。前年の「BRAND NEW BLACK MASS TOUR」おいて小暮はガメラに乗って登場し、大相撲力士の琴富士孝也やお笑いタレントのMr.オクレがゲスト参加するなどの演出が行われており、「全都道府県黒ミサツアー」においては「恐怖のレストラン」演奏終了後に小暮がフォークとナイフを持ったまま笑い続けていると、袖から出て来た人物がせんべい缶の蓋や灯油缶で頭を叩いてツッコミを入れるという演出が行われた。徳島ジッターバグ公演においては「EL・DO・RA・DO」（1987年）の演奏中、曲のクライマックスに合わせて演奏のボリュームが上がり照明が最も明るくなるよう調整された結果、電力量が限界に達し演奏終了と同時に会場が停電になった。当日は100人程度収容可能なスペースに250人が詰め込まれている状態であり、息苦しさから途中退場して新鮮な空気を吸いに行く観客の姿が度々見えていたと小暮は述べている。

## 収録曲
- CDブックレットに記載されたクレジットを参照[25]。2曲目は表記はないものの大教典バージョンになっている。

| #         | タイトル                                  | 作詞                           | 作曲                       | 編曲                                 | 時間  |
| --------- | ----------------------------------------- | ------------------------------ | -------------------------- | ------------------------------------ | ----- |
| 1.        | 「エガオノママデ」                        | ルーク篁                       | ルーク篁                   | ジョー・リノイエ、鈴川真樹、聖飢魔II | 5:05  |
| 2.        | 「MASQUERADE」                            | ルーク篁                       | ルーク篁                   | ジョー・リノイエ、鈴川真樹、聖飢魔II | 5:07  |
| 3.        | 「スキャンダラスな絆」                    | デーモン小暮                   | エース清水                 | ジョー・リノイエ、鈴川真樹、聖飢魔II | 4:42  |
| 4.        | 「空の雫」                                | デーモン小暮、ジョー・リノイエ | ルーク篁、ジョー・リノイエ | ジョー・リノイエ、鈴川真樹、聖飢魔II | 4:56  |
| 5.        | 「サクラちってサクラ咲いて」              | デーモン小暮                   | エース清水                 | ジョー・リノイエ、鈴川真樹、聖飢魔II | 4:50  |
| 6.        | 「無冠の帝王〜EMPEROR WITHOUT A CROWN〜」 | デーモン小暮、ルーク篁         | エース清水                 | ジョー・リノイエ、鈴川真樹、聖飢魔II | 5:14  |
| 7.        | 「オトナやめたいわ」                      | ルーク篁、デーモン小暮         | エース清水                 | ジョー・リノイエ、鈴川真樹、聖飢魔II | 6:01  |
| 8.        | 「A FAKE OF MYSELF」                      | デーモン小暮                   | ライデン湯沢               | ジョー・リノイエ、鈴川真樹、聖飢魔II | 5:12  |
| 9.        | 「人生ゲーム」                            | ルーク篁                       | ルーク篁                   | ジョー・リノイエ、鈴川真樹、聖飢魔II | 4:37  |
| 10.       | 「STILL ALIVE」                           | ルーク篁                       | ルーク篁、ジョー・リノイエ | ジョー・リノイエ、鈴川真樹、聖飢魔II | 5:06  |
| 合計時間: | 合計時間:                                 | 合計時間:                      | 合計時間:                  | 合計時間:                            | 50:50 |

## スタッフ・クレジット
- CDブックレットに記載されたクレジットを参照[26]。

### 聖飢魔II
- デーモン小暮 – ボーカル、総務
- エース清水 – ギター、バック・グラウンド・ボーカル
- Sgt. ルーク篁III世 – ギター、バック・グラウンド・ボーカル
- ゼノン石川 – ベース
- ライデン湯沢 – ドラムス

### 参加ミュージシャン
- ジョー・リノイエ – キーボード、バック・グラウンド・ボーカル
- 鈴川真樹 – キーボード
- 島健 – アコースティック・ピアノ
- ハリー細谷 – シンセサイザー・プログラミング

### 録音スタッフ
- ジョー・リノイエ – サウンド・プロデューサー
- 鈴川真樹 – プロデューサー
- 聖飢魔II – プロデューサー
- 吉澤 "GOKABO" 博美 (BMG JAPAN) – ディレクター
- 井上剛 – ミキシング・エンジニア、レコーディング・エンジニア
- 淺野浩伸 – ミキシング・エンジニア
- 浜田純伸 – レコーディング・エンジニア
- 高橋尚哉（スタジオムーブ） – レコーディング・エンジニア
- たなかまきこ（スタジオムーブ） – レコーディング・エンジニア
- 唐澤千文（エムアイティスタジオ） – アシスタント・エンジニア
- 金子裕一 (AVACO CREATIVE STUDIO) – アシスタント・エンジニア
- 石原裕也（ワンダーステーション） – アシスタント・エンジニア
- 小菅慎一（プラネットスタジオ） – アシスタント・エンジニア
- 小野寺孝樹（ゼロスタジオ） – アシスタント・エンジニア
- 山崎和重 – マスタリング・エンジニア
- むらかみよしこ – レコーディング・コーディネーター
- ファントム・ホーンズ（ブラス・サンプル） – ハリー細谷使用
- 松元・トラボルタ・げん（吉本興業） – マネージメント・ディレクター
- もりた "G-MEN" さとし（ミュージックチェイス） – アーティスト・マネージメント
- おがわ“ベンジャミン”まさみ (BMG JAPAN) – A&R
- 二村恒元 (BMG JAPAN) – スーパーバイザー

### 美術スタッフ
- 川崎三木男 (BMG JAPAN) – ビジュアル・クリエイティブ・ディレクション
- 原神一 (RICE) – アート・ディレクション
- 鶴貝好弘 – ブックレット・デザイン
- BOND KAWAKAMI & BOND GIRL (JAP FACTORY) – コスチューム・デザイン
- TAKANO YUKO BEAUTY CLINIC (JAP FACTORY) – コスチューム・デザイン
- 石井カオル (JAP FACTORY) – コスチューム・スタッフ
- 小谷野美紀 (JAP FACTORY) – コスチューム・スタッフ
- 南坂達徳 (JAP FACTORY) – コスチューム・スタッフ
- 熊澤透 – 写真

### その他スタッフ
- 川嶋文丸 (BMG JAPAN) – エグゼクティブ・プロデューサー
- 比企啓之（吉本興業） – エグゼクティブ・プロデューサー
- シャーク岩井（ビッグボイスミュージック） – エグゼクティブ・プロデューサー
- ラディック・ムッサー – スペシャル・サンクス
- キラーギターズ – スペシャル・サンクス
- ATELIER Z – スペシャル・サンクス
- キャパリソン – スペシャル・サンクス
- イスタンブール – スペシャル・サンクス
- ディーン・マークレイ – スペシャル・サンクス
- Regal Tip（英語版） – スペシャル・サンクス

### リイシュー盤スタッフ
- 山内聡（ソニー・ミュージックダイレクト） – A&R
- 内田孝弘 (FLAIR MASTERING WORKS) – マスタリング・エンジニア
- やまもとあき（ソニー・ミュージックコミュニケーションズ） – プロダクト・コーディネーション
- 中島健作 (BLANCHIC) – アートワーク・リファインメント
- 松元浩一（よしもとクリエイティブエージェンシー） – アーティスト・マネージメント
- くすはらたかし（よしもとクリエイティブエージェンシー） – アーティスト・マネージメント

## リリース日一覧
| No. | リリース日    | レーベル                                 | 規格         | カタログ番号 | 備考                   | 出典                |
| --- | ------------- | ---------------------------------------- | ------------ | ------------ | ---------------------- | ------------------- |
| 1   | 1998年7月23日 | BMG JAPAN／Ariola                        | CD           | BVCR-11001   |                        | [ 2 ] [ 13 ] [ 27 ] |
| 2   | 2015年8月26日 | ソニー・ミュージックダイレクト／GT music | BSCD2        | MHCL-30320   | 2015年マスタリング盤   | [ 28 ] [ 29 ]       |
| 3   | 2015年8月26日 | ソニー・ミュージックダイレクト           | AAC-LC       | -            | デジタル・ダウンロード | [ 30 ]              |
| 4   | 2015年8月26日 | ソニー・ミュージックダイレクト           | ロスレスFLAC | -            | デジタル・ダウンロード | [ 31 ]              |